# Diecezja Querétaro
Diecezja Querétaro (łac. Dioecesis Queretarensis; hiszp. Diócesis de Querétaro) – jedna z 73 diecezji obrządku łacińskiego w Kościele katolickim w Meksyku w stanie Querétaro ze stolicą w Santiago de Querétaro. Ustanowiona diecezją 26 stycznia 1863 konstytucją apostolską Deo optimo maximo przez Piusa IX. Biskupstwo jest sufraganią archidiecezji León.

## Historia
26 stycznia 1863 papież Pius IX konstytucją apostolską Deo optimo maximo erygował diecezję Querétaro. Dotychczas wierni z tych terenów należeli do  archidiecezji meksykańskiej.

## Biskupi
- Biskup diecezjalny: bp Fidencio López Plaza (od 2020)
- Biskup senior: bp Mario de Gasperín Gasperín (od 2011)